# اکیگاوا، توکیو
اکیگاوا، توکیو (به لاتین: Akigawa, Tokyo) یک منطقهٔ مسکونی در ژاپن است که در کانتو واقع شده‌است.

## خصوصیات
اکیگاوا ۵۶٬۶۵۴ نفر جمعیت دارد.